# 北多佛比奇斯 (新澤西州)
北多佛比奇斯（英語：North Dover Beaches）是位於美國新澤西州海洋縣的普查規定居民點。

## 人口
根據2020年美國人口普查的數據，北多佛比奇斯的面積為4.09平方千米，當中陸地面積為2.38平方千米，而水域面積為1.71平方千米。當地共有人口1277人，而人口密度為每平方千米312.22人。